# Sophronica cantaloubei
Sophronica cantaloubei là một loài bọ cánh cứng trong họ Cerambycidae.